# Lista monarhilor celor Două Sicilii
Articolul de mai jos este o listă a monarhilor ai celor Două Sicilii.

## Edictul de la Bayonne
| Nume                | Portret   | Naștere                                                                                | Căsătorie                                | Deces                             |
| ------------------- | --------- | -------------------------------------------------------------------------------------- | ---------------------------------------- | --------------------------------- |
| Joachim I 1808–1815 | Joachim I | 25 martie 1767 La Bastide-Fortunière fiu al lui Pierre Murat-Jordy și Jeanne Loubières | Caroline Bonaparte 1 august 1794 3 copii | 13 octombrie 1815 Pizzo 48 de ani |

Joachim Murat a fost primul rege care a condus regatul numit  cele "Două Sicilii" prin Edictul de la Bayonne din 1808. După Congresul de la Viena titlul de rege al celor Două Sicilii a fost adoptat de regele Ferdinand al IV-lea de Neapole în 1816. Sub Ferdinand regatul Neapole și regatul Siciliei au fost unificate. 

## Regi ai celor Două Sicilii, 1816–1861 (după Congresul de la Viena)
| Nume                   | Portret      | Naștere                                                                                    | Căsătorie                                                                                                | Deces                              |
| ---------------------- | ------------ | ------------------------------------------------------------------------------------------ | --- | ---------------------------------- |
| Ferdinand I 1816–1825  | Ferdinand I  | 12 ianuarie 1751 Neapole fiu al lui Carol al III-lea al Spaniei și Maria Amalia de Saxonia | Maria Carolina de Austria 12 mai 1768 17 copii Lucia Migliaccio de Floridia 27 noiembrie 1814 fără copii | 4 ianuarie 1825 Neapole 73 de ani  |
| Francis I 1825–1830    | Francis I    | 14 august 1777 Neapole fiu al lui Ferdinand I și Maria Carolina de Austria                 | Maria Isabella a Spaniei 6 iulie 1802 12 copii                                                           | 8 noiembrie 1830 Neapole 53 de ani |
| Ferdinand II 1830–1859 | Ferdinand II | 12 ianuarie 1810 Palermo fiu al lui Francis I și Maria Isabella a Spaniei                  | Maria Christina de Savoia 21 noiembrie 1832 1 copil Maria Theresa de Austria 9 ianuarie 1837 12 copii    | 22 mai 1859 Caserta 49 de ani      |
| Francisc II 1859–1861  | Francis II   | 16 ianuarie 1836 Neapole fiu al lui Ferdinand II și Maria Christina de Savoia              | Maria Sofia de Bavaria 8 ianuarie 1859 1 copil                                                           | 27 decembrie 1894 Arco 58 de ani   |

În 1861 Două Sicilii a devenit parte a noului fondat Regat al Italiei.

## Șefi ai Casei regale a celor Două Sicilii, 1861–1960
| Nume                                               | Portret                                  | Naștere | Căsătorie                                                               | Deces                            |
| -------------------------------------------------- | ---------------------------------------- | --- | ----------------------------------------------------------------------- | -------------------------------- |
| Francis II 1861–1894                               | Francis II                               | 16 ianuarie 1836 Neapole fiu al lui Ferdinand II și Maria Christina de Savoia                                | Maria Sofia de Bavaria 8 ianuarie 1859 1 copil                          | 27 decembrie 1894 Arco 58 de ani |
| Prințul Alfonso, Conte de Caserta 1894–1934        | Prințul Alfonso, Conte de Caserta        | 28 martie 1841 Caserta fiu al lui Ferdinand al II-lea al celor Două Sicilii și Maria Theresa de Austria      | Prințesa Maria Antonietta de Bourbon-Două Sicilii 8 iunie 1868 12 copii | 26 mai 1934 Cannes 93 de ani     |
| Prințul Ferdinand Pius, Duce de Calabria 1934–1960 | Prințul Ferdinand Pius, Duce de Calabria | 25 iulie 1869 Roma fiu al Prințului Alfonso, Conte de Caserta și Prințesa Antonietta de Bourbon-Două Sicilii | Prințesa Maria Ludwiga Theresia de Bavaria 31 mai 1897 6 copii          | 7 ianuarie 1960 Lindau 90 de ani |

În 1960 șefia Casei de Bourbon-Două Sicilii a devenit disputată de două linii de Bourbon.

## Șefi ai Casei regale a celor Două Sicilii, disputat 1960–prezent

### Linia neapolitană a pretendenților, 1960–prezent
| Nume                                        | Portret                         | Naștere | Căsătorie                                                  | Deces                               |
| ------------------------------------------- | ------------------------------- | --- | ---------------------------------------------------------- | ----------------------------------- |
| Prințul Ranieri, Duce de Castro 1960–1966   |                                 | 3 decembrie 1883 Cannes fiu al Prințului Alfonso, Conte de Caserta și Prințesa Antonietta de Bourbon-Două Sicilii | Contesa Maria Carolina Zamoyska 12 septembrie 1923 2 copii | 13 ianuarie 1973 La Combe 89 de ani |
| Prințul Ferdinand, Duce de Castro 1966–2008 | Prințul Ranieri, Duce de Castro | 28 mai 1926 Podzamcze fiu al Prințului Ranieri, Duce de Castro și Contesa Maria Carolina Zamoyska                 | Chantal de Chevron-Villette 23 iulie 1949 3 copii          | 20 martie 2008 Franța 81 de ani     |
| Prințul Carlo, Duce de Castro 2008–present  |                                 | 24 februarie 1963 Saint-Raphaël fiu al Prințului Ferdinand, Duce de Castro și Chantal de Chevron-Villette         | Camilla Crociani 31 octombrie 1998 2 copii                 | Pretendent actual                   |

### Linia spaniolă a pretendenților, 1960–prezent
| Nume                          | Portret           | Naștere                                                                                                 | Căsătorie                                     | Deces                      |
| ----------------------------- | ----------------- | --- | --------------------------------------------- | -------------------------- |
| Infantele Alfonso 1960–1964   | Infantele Alfonso | 30 noiembrie 1901 Madrid fiu al Prințul Carlos de Bourbon-Două Sicilii și Mercedes, Prințesă de Asturia | Prințesa Alicia de Bourbon-Parma 1936 3 copii | 3 februarie 1964 63 de ani |
| Infantele Carlos 1964–prezent |                   | 16 ianuarie 1938 Lausanne fiu al Infantelui Alfonso și Prințesa Alice de Bourbon-Parma                  | Prințesa Anne d'Orléans 1965 5 copii          | Pretendent actual          |